# РПГ-18
РПГ-18 „Муха“ е съветски ръчен противотанков гранатомет с малък обсег. Означението му по ГРАУ е 6Г12. Влиза в снаряжение на съветската армия през 1972. Дизайнът и функционалността му силно се доближават до американския му еквивалент – M72 LAW.

## Описание
РПГ-18 използва кумулативни бойни глави, монтирани на малка ракета. Тя е с обсег от 200 метра. Самата бойна глава може да пробие до 357 мм броня. Основната прилика с американския M72 LAW се изразява в това, че и двата са за еднократна употреба, на което се дължи и не чак толкова голямата популярност на РПГ-18.